# پنج روز در مموریال (مینی‌سریال)
پنج روز در مموریال (به انگلیسی: Five Days at Memorial) یک مینی سریال تلویزیونی درام پزشکی آمریکایی است که بر اساس کتابی به همین نام در سال ۲۰۱۳ نوشته شری فینک ساخته شده‌است. این مینی سریال توسط جان ریدلی و کارلتون کیوز ساخته، نویسندگی و کارگردانی شده‌است. این سریال در ۱۲ اوت ۲۰۲۲ در اپل تی‌وی پلاس پخش شد.

## درباره
مشکلاتی را که یک بیمارستان در نیواورلئان پس از ورود طوفان کاترینا به شهر متحمل می‌شود را به تصویر می‌کشد.

## بازیگران و شخصیت‌ها

### اصلی
- ورا فارمیگا در نقش دکتر آنا پو
- چری جونز در نقش سوزان مولدریک
- کورنلیوس اسمیت جونیور در نقش دکتر برایانت کینگ
- رابرت پاین در نقش دکتر هوراس بالتز
- آدپرو اودویه در نقش کارن وین
- جولی آن امری در نقش دایان روبیشو
- مایکل گاستون در نقش آرتور «بوچ» شفر
- مولی هگر در نقش ویرجینیا رایدر
- دبلیو ارل براون در نقش یوینگ کوک

### مکرر
- جو کارول در نقش مایکل آروین
- مارک وینیک در نقش دکتر گان

## اپیزودها
| شم. | عنوان                                 | کارگردان      | نویسنده      | تاریخ پخش اصلی  |
| --- | ------------------------------------- | ------------- | ------------ | --------------- |
| ۱ | «روز اول»                             | جان ریدلی     | جان ریدلی    | ۱۲ اوت ۲۰۲۲     |
| طوفان کاترینا به نیواورلئان می‌رسد. در بیمارستان مموریال، پزشکان، پرستاران و کارکنان به بیماران رسیدگی می‌کنند و برای طوفان آماده می‌شوند. پلی که از یک طرف بیمارستان به سمت دیگر می‌رود، به نظر می‌رسد که ممکن است فرو بریزد، بنابراین مولدریک به پو دستور می‌دهد که تیمش را به طرف دیگر بیمارستان تخلیه کند.. |                                       |               |              |                 |
| ۲ | «روز دوم»                             | کارلتون کیوس  | جان ریدلی    | ۱۲ اوت ۲۰۲۲     |
| آسیبی به بیمارستان مموریال وارد شده‌است، نسبتاً جزئی است و کارکنان و بیماران فکر می‌کنند که از بدترین شرایط عبور کرده‌اند. با این حال، آب‌ریزهای اطراف نیواورلئان شروع به شکستن کرده‌اند و به زودی آب‌ها بالا می‌آیند. شوهر دکتر پو او را در یادبود ملاقات می‌کند و از او می‌خواهد که به خانه برگردد، اما او حاضر به ترک بیمارستان نیست.. |                                       |               |              |                 |
| ۳ | «روز سوم»                             | کارلتن کیوس   | جان ریدلی    | ۱۲ اوت ۲۰۲۲     |
| با سیل شدن شهر، برق بیمارستان قطع می‌شود. مولدریک و کارکنان تلاش می‌کنند تا با شرایط وحشتناک کنار بیایند و برای تخلیه آماده شوند. مایکل آروین از شرکتی در دالاس در تلاش است به مموریال کمک کند، اما مافوق او به ظاهر بی علاقه هستند. مارک و ساندرا در تلاش هستند تا به نیواورلئان برگردند تا به مادر مارک که در مموریال است کمک کنند.. |                                       |               |              |                 |
| ۴ | «روز چهارم»                           | جان ریدلی     | جان ریدلی    | ۱۹ اوت ۲۰۲۲     |
| شرایط همچنان رو به وخامت است. مولدریک، پو، و کارکنان بیشتری درگیر این هستند که چگونه به بهترین نحو به بیماران خود کمک کنند - و چگونه این کمک در اولویت قرار خواهد گرفت.. |                                       |               |              |                 |
| ۵ | «روز پنجم»                            | جان ریدلی     | جان ریدلی    | ۲۶ اوت ۲۰۲۲     |
| با افزایش فشارها برای ترک بیمارستان، کارکنان مجبور به اتخاذ تصمیمات چالش‌برانگیز می‌شوند.. |                                       |               |              |                 |
| ۶ | «۴۵ مرده»                             | اعلان‌نشده     | اعلان‌نشده    | ۲ سپتامبر ۲۰۲۲  |
| بازرسان ایالتی شروع به کاوش می‌کنند که چه اتفاقی برای ۴۵ نفری که پس از طوفان در مموریال مرده پیدا شدند، افتاد.. |                                       |               |              |                 |
| ۷ | «هیچ‌کس مشکلی را که من دیده‌ام نمی‌داند» | وندی استانزلر | کارلتون کیوز | ۹ سپتامبر ۲۰۲۲  |
| با توجه به تبلیغاتی که در مورد تحقیقات در مورد اقدامات ادعایی دکتر پو در مموریال پس از کاترینا منتشر شد، او موافقت می‌کند که انجام عمل جراحی را متوقف کند. نتایج سم‌شناسی هجده بیمار مرده نشان می‌دهد که آزمایش ۹ نفر برای یک یا هر دو دارویی که داروساز گفته‌است به پو ارائه کرده مثبت بوده‌است. یکی از شاهدان برمی گردد تا به شفر و رایدر بگوید که پو را در حال تزریق چندین بیمار لایف کر دید و با او به سمت در اتاق امت اورت رفت. همسر اورت از رایدر می‌خواهد که اجازه ندهد افراد قدرتمند این تحقیقات را از بین ببرند. رایدر که از قضیه مطمئن است به خانه پو می‌آید و او را به خاطر قتل چهار نفر از بیماران دستگیر می‌کند. |                                       |               |              |                 |
| ۸ | «حسابرسی»                             | وندی استانزلر | کارلتون کیوز | ۱۶ سپتامبر ۲۰۲۲ |
| پایان سریال پو برای دفاع از خود می‌جنگد. شفر و رایدر پرونده خود را جلو می‌برند. |                                       |               |              |                 |

## تولید

### توسعه
در سال ۲۰۱۳، اندکی پس از اکران، اسکات رودین حق اقتباس از پنج روز در یادبود: زندگی و مرگ در بیمارستان ویران شده از طوفان را به‌عنوان فیلمی به دست آورد تا با الی بوش زیر نظر اسکات رودین پروداکشنز تولید شود.
طبق گزارش‌ها، در سال ۲۰۱۷، حقوق فیلم از بین رفته بود و رایان مورفی را بر آن داشت تا به اسکات رودین برای اقتباس تلویزیونی Five Days at Memorial به عنوان فصل سوم سریال جنایی واقعی American Crime Story، با سارا پالسون در نقش دکتر آنا پو نزدیک شود. با این حال، این اقتباس هرگز به نتیجه نرسید و در سال ۲۰۱۹، رودین خرید پروژه را در جای دیگری آغاز کرد.
به عنوان بخشی از قرارداد کلی خود با ABC Signature، کارلتون کیوز حقوق تلویزیون را به دست آورد و سپس برای همکاری با جان ریدلی تماس گرفت. در سپتامبر ۲۰۲۰، اپل سفارش داد Five Days at Memorial به عنوان یک مجموعه محدود برای Apple TV+ تولید شود. کیوز و ریدلی هر دو به عنوان نویسندگان، کارگردانان، تهیه‌کنندگان اجرایی و برنامه‌نویسان مشترک سریال فعالیت می‌کنند.

### بازیگران
ورا فارمیگا در مارس ۲۰۲۱ انتخاب شد، آدپرو اودویه، کورنلیوس اسمیت جونیور و جولی آن امری در آوریل ۲۰۲۱، چری جونز و مولی هاگر در می ۲۰۲۱، مایکل گاستون در ژوئن ۲۰۲۱ و جو کارول در اوت ۲۰۲ به آن پیوستند.

### فیلمبرداری
تولید از ۲۵ می تا ۱۰ نوامبر ۲۰۲۱ در تورنتو و نیواورلئان انجام شد.

## انتشار
این سریال در ۱۲ اوت ۲۰۲۲ با سه قسمت اول در اپل تی‌وی پلاس پخش شد. قسمت به صورت هفتگی در روزهای جمعه منتشر می‌شد.

## بازخورد
وب‌سایت جمع‌آوری نقد و بررسی Rotten Tomatoes بر اساس ۱۹ بررسی منتقد، ۸۴٪ امتیاز تأیید با میانگین امتیاز ۷٫۸/۱۰ را گزارش می‌دهد. اجماع منتقدان این وب‌سایت چنین می‌گوید: «پنج روز در یادبود به‌طور کامل یک فاجعه مطلق را بازگو می‌کند و در عین حال به کسانی که تمام تلاش خود را برای خنثی کردن این پیامد غم‌انگیز انجام دادند». متاکریتیک، که از میانگین وزنی استفاده می‌کند، بر اساس ۱۸ منتقد، امتیاز ۷۴ از ۱۰۰ را به خود اختصاص داد که نشان دهنده «بررسی‌های عموماً مطلوب» است.